# Kojatice
Kojatice (bis 1948 slowakisch „Kojetice“ – bis 1927 auch „Kojecice“; ungarisch Kajáta – älter auch Kajata) ist eine Gemeinde im Osten der Slowakei mit 1158 Einwohnern (Stand 31. Dezember 2024) im Okres Prešov, einem Teil des Prešovský kraj, und wird zur traditionellen Landschaft Šariš gezählt.

## Geographie

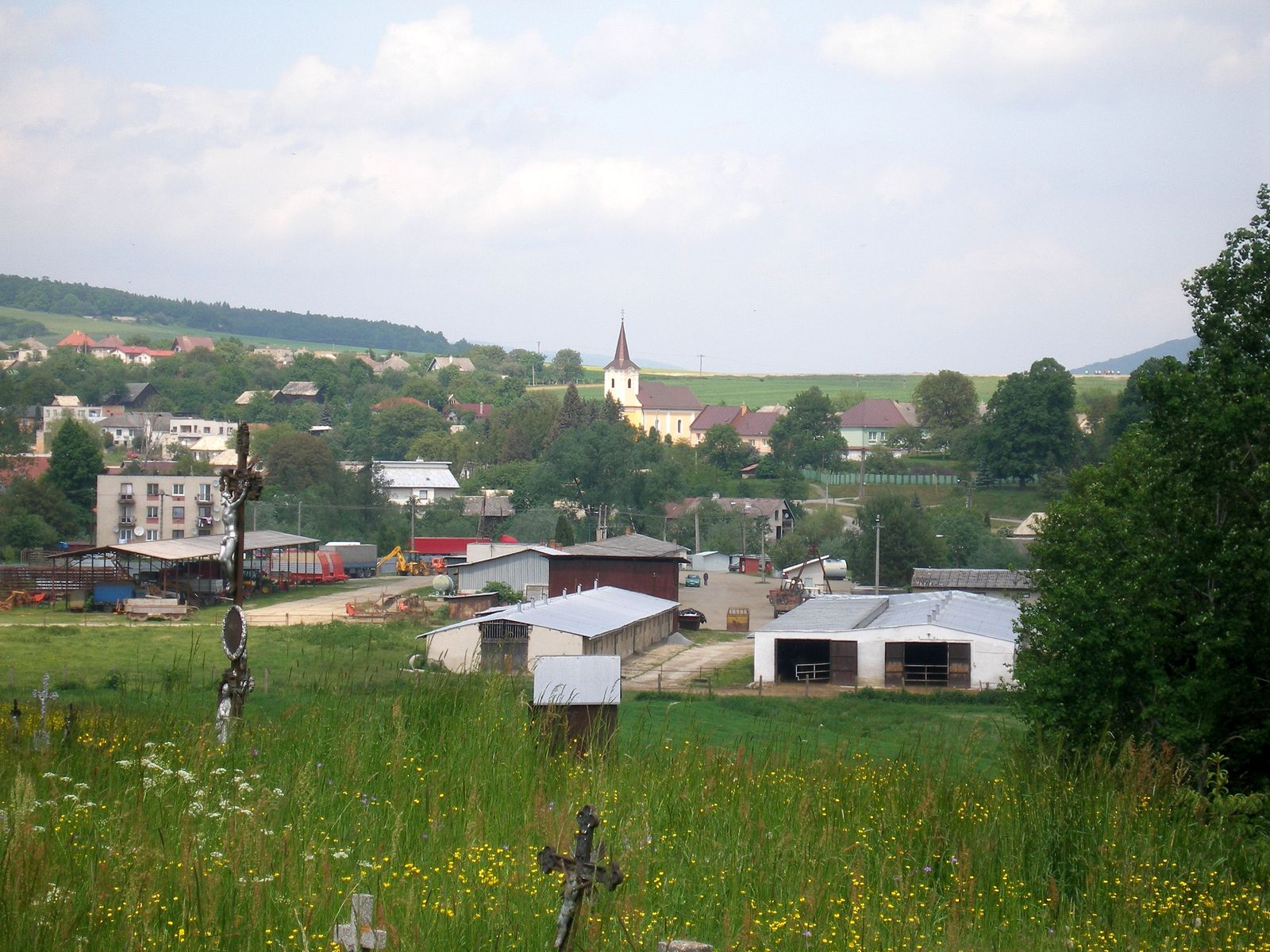
Ortsblick

Die Gemeinde befindet sich im Bergland Šarišská vrchovina im Tal des Flüsschens Svinka, am dessen Zusammenfluss mit der Malá Svinka. Das Gemeindegebiet ist zum größten Teil hügelig, teilweise entwaldet und hat Au-, Braun- sowie braune Waldböden. Das Ortszentrum liegt auf einer Höhe von 346 m n.m. und ist zehn Kilometer von Prešov entfernt.
Neben den Hauptort Kojatice ist der Gemeindeteil Šarišské Lužianky südlich des Hauptortes Teil der Gemeinde, ebenso wie die noch weiter südlich gelegene Siedlung Kojatická Dolina.
Nachbargemeinden sind Svinia im Norden, Župčany im Nordosten und Osten, Bzenov und Rokycany im Süden, Brežany im Südwesten und Chmiňany im Westen.

## Geschichte

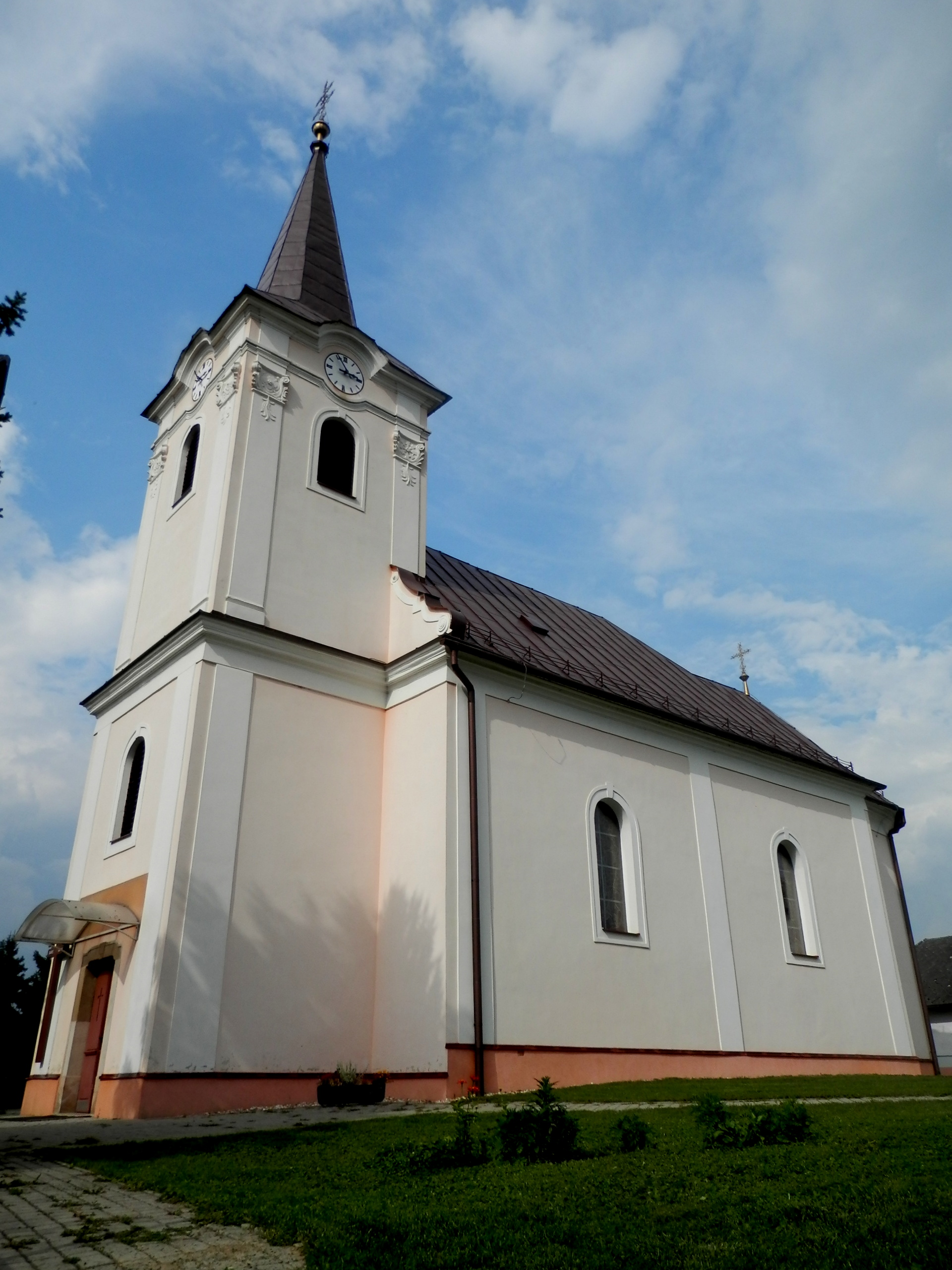
Römisch-katholische Andreaskirche

Der Ort wurde zum ersten Mal 1248 als Kajutha schriftlich erwähnt und war damals Teil der Herrschaftsgebiets der Burg Scharosch. Danach war er Bestandteil der Herrschaftsguts von Svinia, nach 1317 wurde das Gebiet königliches Gut. 1355 wurde der heutige Gemeindeteil Šarišské Lužianky erstmals schriftlich erwähnt. 1427 war eine Steuer von insgesamt 39 Porta fällig, somit war Kojatice für damalige Verhältnisse ein großes Dorf. Im 15. Jahrhundert stammten die Besitzer aus dem Geschlecht Rozgony.
In der Zeit vom 16. bis zum 18. Jahrhundert waren verschiedene kirchliche Institutionen beziehungsweise Jesuiten Gutsbesitzer. 1828 zählte man 42 Häuser und 338 Einwohner, deren Haupteinnahmequellen Landwirtschaft und Getreidehandel waren. Die Siedlung Kojatická Dolina wurde vor dem Ersten Weltkrieg durch polnische Einwanderer besiedelt, auf einem ehemaligen Besitz des Geschlechts Sziney.
Bis 1918 gehörte der im Komitat Scharosch liegende Ort zum Königreich Ungarn und kam danach zur Tschechoslowakei beziehungsweise heute Slowakei.

## Bevölkerung
| Jahr                | 1994 | 2004     | 2014    | 2024    |
| ------------------- | ---- | -------- | ------- | ------- |
| Anzahl der Personen | 926  | 1021     | 1078    | 1158    |
| Unterschied         |      | +10,25 % | +5,58 % | +7,42 % |

| Jahr                | 2023 | 2024    |
| ------------------- | ---- | ------- |
| Anzahl der Personen | 1177 | 1158    |
| Unterschied         |      | −1,61 % |

Nach der Volkszählung 2011 wohnten in Kojatice 1054 Einwohner, davon 904 Slowaken, 135 Roma, zwei Tschechen sowie jeweils ein Mährer, Pole und Ukrainer. Ein Einwohner gab eine andere Ethnie an und neun Einwohner machten keine Angabe zur Ethnie.
925 Einwohner bekannten sich zur römisch-katholischen Kirche, 66 Einwohner zur Evangelischen Kirche A. B., sechs Einwohner zur griechisch-katholischen Kirche und zwei Einwohner zur orthodoxen Kirche. 16 Einwohner waren konfessionslos und bei 39 Einwohnern wurde die Konfession nicht ermittelt.

## Bauwerke
- römisch-katholische Andreaskirche im klassizistischen Stil aus dem Jahr 1784, im Auftrag der Jesuiten gebaut
- evangelische Kirche aus dem Jahr 2001
- Landsitz im klassizistischen Stil aus der ersten Hälfte des 19. Jahrhunderts